# استوارت تاونزند
استوارت تاونزند (به انگلیسی: Stuart Townsend) (زاده ۱۵ دسامبر ۱۹۷۲) بازیگر ایرلندی است.
از فیلم‌های معروف او می‌توان به انجمن نجیب‌زادگان عجیب اشاره کرد.

## فیلم‌شناسی
- تیراندازی ماهی (۱۹۹۷)
- درباره آدام (۲۰۰۱)
- به‌دام‌افتاده(۲۰۰۲)
- سایه (۲۰۰۳)
- انجمن نجیب‌زادگان عجیب (۲۰۰۳)
- سر در ابرها (۲۰۰۴)
- بهترین مرد (۲۰۰۵)
- ایان فلاکس (۲۰۰۵)
- نظریه آشوب (۲۰۰۷)
- نزاع در سیاتل (۲۰۰۷)